# گیرنده حلقه-سیستئینی

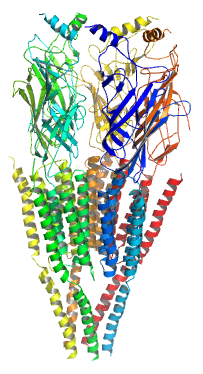
تصویری از گیرندهٔ نیکوتینی استیل‌کوتین - بیشترین پژوهش‌ها بر روی این عضو ابرخانوادهٔ گیرنده‌های حلقه-سیستئینی انجام شده است.

گیرنده حلقه-سیستئینی (انگلیسی: Cys-loop receptor) یک ابرخانواده از کانال‌های یونی دریچه-لیگاندی هستند که شامل گیرنده گابا A، گیرنده گابا A-رو، گیرنده گلیسین، گیرنده ۳ سروتونین و گیرنده‌های کانال یونی فعال‌شونده با روی هستند. این گیرنده‌ها از پنج زیرواحد پروتئینی تشکیل شده که با قرارگرفتن کنار هم و تشکیل یک ساختار پنج‌تایی (پَنتامر) یک کانال مرکزی در میان خود ایجاد می‌کنند. از این زیرواحدها، ۲ تا آلفا و سه‌تای دیگر، بتا، گاما و دلتا نام دارند. (البته برخی از آنها تنها ۵ زیرواحد آلفا دارند). نام این ابرخانواده در واقع اشاره‌ای با حلقه‌های مخصوص و متمایزی دارد که توسط ۱۳ اسید آمینه به‌شدت محافظت‌شدهٔ محصور میان ۲ ریشهٔ سیستئین ایجاد می‌شود که یک پیوند دی‌سولفیدی در نزدیکی دومین آمینوی خارج‌سلولی می‌سازند.
گیرنده‌های حلقه-سیستئینی تنها در یوکاریوت‌ها یافت شده‌است؛ اما جزئی از یک اَبَرخانوادهٔ کانال یونی دریچه-لیگاندی پنج‌تایی است. فقط کلاد گیرنده حلقه-سیستئینی است که یک زوج پیوند دی‌سولفیدی میان ریشهٔ سیستئینی دارد.
هر زیرواحد از یک دومین آمینوی خارج‌سلولی بزرگ، سه دومین تراغشایی به‌شدت محافظت‌شده، یک حلقهٔ سیتوپلاسمی با ابعاد متغیر و دارای توالی اسید آمینه‌ای و یک دومین کربوکسیل خارج‌سلولی نسبتاً کوتاه تشکیل شده‌است. پیام‌رسان‌های عصبی به جایگاه خاصی که توسط دومین‌های خارج‌سلولی ایجاد می‌شود، متصل می‌شوند.
هر زیرواحد همچنین، از چهار حلقه‌های آلفای تراغشایی (M1, M2, M3, M4) تشکیل شده و مجرای میانی آنها بیشتر توسط حلقه‌های M2 شکل می‌گیرد. اتصال‌دهندهٔ M3-M4 در واقع یک دومین میان‌سلولی است که به اسکلت سلولی متصل است.